# Hajnal János (lelkész)
Hajnal János (Nógrádszentpéter, 1763. január 13. – Kecskemét, 1851. március 25.) evangélikus lelkész, esperes.

## Élete
Az evangélikus teológia elvégzése után először Nógrádsápon nevelősködött, majd 1794-1797 között Besztercebányán volt segédlelkész Szinovitz Mihály szuperintendáns mellett. Ezután 1843-ig esperes lelkész volt Kecskeméten.

## Munkái
- Luther kis Kathechismusának kérdésekbe és feleletekbe foglalt magyarázatja Herder után, Pest, 1814
- Rövid husvéti prédikáczió, melyet 1819. eszt. husvét első ünnepén az előtt nyolczad nappal Kecskeméten történt és temérdek károkat okozott gyúladás után a kecskeméti ev. templomban mondott, Pest, 1819
- Vasárnapi két kis prédikáczió és egy rövid halotti beszéd. Élőszóval elmondotta 1842-ben a kecskeméti evang. gyülekezetben, mostan pedig bizonyos okokra nézve ki is adta, Kecskemét, 1843

Előbeszédet írt latinul, midőn néhai tanára, Sztetskó György Theologia-ját annak halála után kiadta (Pest, 1816)